# チェン・ペイペイ
チェン・ペイペイ（鄭佩佩、Cheng Pei-pei、1946年1月6日 - 2024年7月17日）は、中国出身の女優。本名：蔣佩佩（Jiang Pei-pei）。

## 来歴
上海市出身。1960年に香港へ渡り、1963年にショウ・ブラザーズの「南国実験劇団」に入団。1964年に映画『妲己』でデビュー。1966年、胡金銓監督の映画『大酔侠』のヒロインの女剣士・金燕子役に抜擢される。同作は大ヒットし、以降胡金銓監督の武侠映画で活躍、「武侠影后（武侠映画の女王）」として人気を集めた。
1970年代に結婚して渡米、1973年には一時香港に戻り、ゴールデン・ハーベストの数本の作品に出演後再びアメリカへ戻り、以降アメリカを拠点に活動する。2000年の映画『グリーン・デスティニー』で第20回香港電影金像奨最優秀助演女優賞を受賞、国際的に注目される。
2024年7月17日死去、78歳。
2024年8月29日、金馬奨を主催する台北金馬実行委員会は彼女に生涯功労賞を贈ると発表した。

## 主な出演作品
- 妲己 (1964) 兼振付、クレジットなし[9]
- 大酔侠 大醉俠 (1966)
- 香港ノクターン 香江花月夜 (1967)
- 大女侠 金燕子 (1968)
- 天下第一 天下第一 (1983)
- 七小福 七小福 (1988)
- 詩人の大冒険 唐伯虎點秋香 (1993)
- ミラクル・ワールド ブッシュマン3 非洲超人 (1994) ※DVD邦題『ブッシュマン ニカウさん中国へ行く』
- レディ・ファイター 詠春拳伝説 詠春 (1994)
- ワンス・アポン・ア・タイム・イン・チャイナ/辛亥革命 黃飛鴻之辛亥革命 (1996) テレビ映画
- 真心話 真心話 (1999)
- レジェンド・オブ・ヒーロー/中華英雄 中華英雄 (1999)
- ラベンダー 薰衣草 (2000)
- グリーン・デスティニー 臥虎藏龍/Crouching Tiger, Hidden Dragon (2000)
- ブラック・マスク 黒侠 武神黑侠 (2001)
- ファイターズ・レガシー 龍騰虎躍 (2002)
- レディ・ウェポン 赤裸特工 (2002)
- 性感都市セックス&ビューティーズ 性感都市 (2004)
- THE SPIRIT 怒りの正拳 無敵小子霍元甲 (2005)
- 上海ベイビー 上海寶貝/Shanghai Baby (2007)
- カンフー・キングダム Kung Fu Killer (2008) テレビ映画
- ストリートファイター ザ・レジェンド・オブ・チュンリー Street Fighter: The Legend of Chun-Li (2009)
- 女ドラゴンと怒りの未亡人軍団 杨门女将之军令如山 (2011)
- スピード・エンジェルス 極速天使 (2011)
- 岳飛伝 THE LAST HERO 精忠岳飛 (2013) テレビドラマ
- 追憶と、踊りながら Lilting (2014)
- ミステリーロード2/悪徳の街 Goldstone (2016)
- ムーラン Mulan (2020)